# دسیسه اخذ پیش‌پرداخت

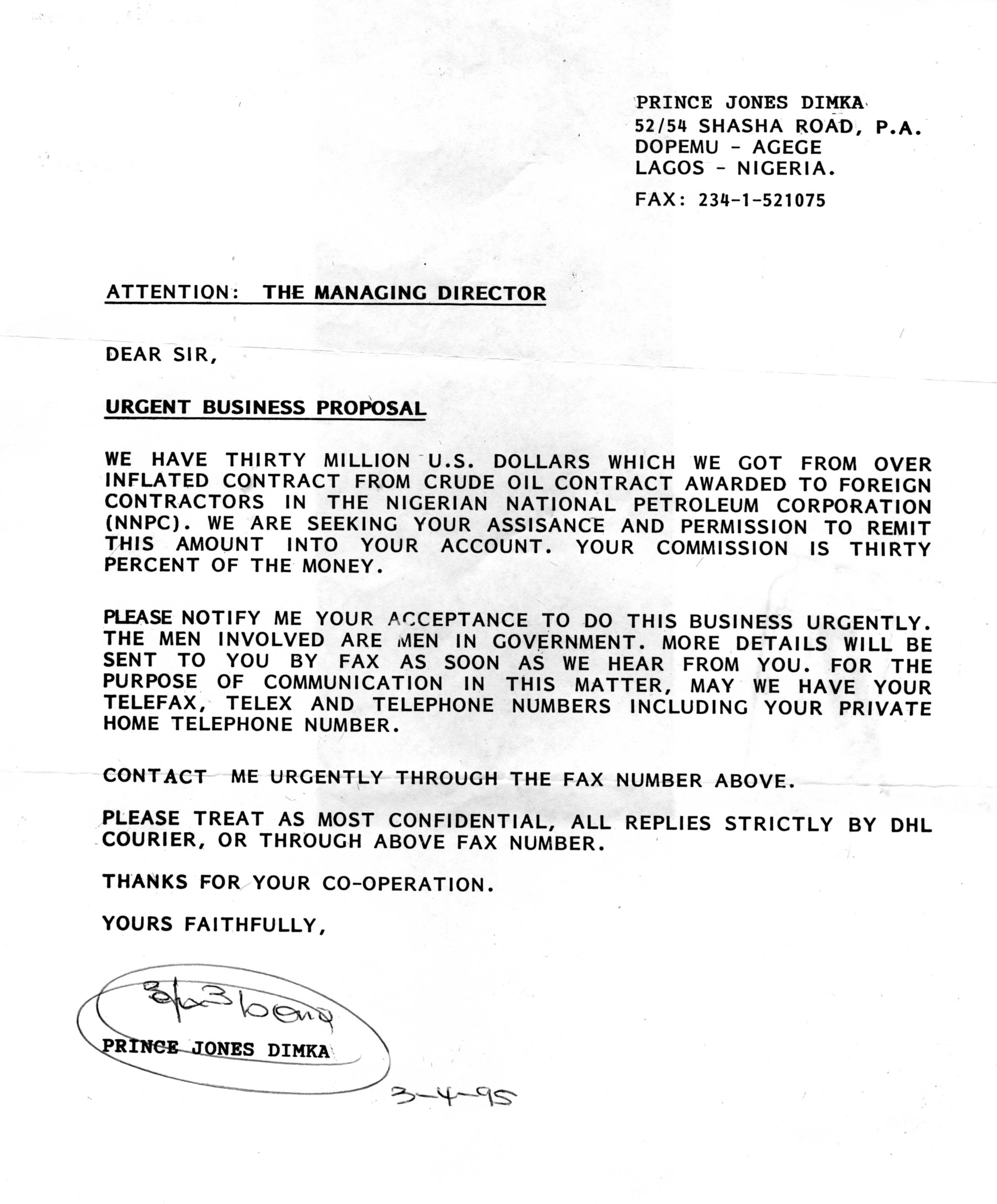
یک نوع دسیسه اخذ پیش‌پرداخت

دسیسه اخذ پیش‌پرداخت یا کلاهبرداری نیجریه‌ای نوع کلاهبرداری است و یکی از رایج‌ترین انواع کلاهبرداری بر اساس اعتماد است. این کلاهبرداری معمولاً شامل وعده دادن به قربانی سهم قابل توجهی از یک مبلغ هنگفت پول، در ازای پرداخت مبلغ کمی به عنوان پیش پرداخت، که کلاهبردار ادعا می‌کند برای به دست آوردن مبلغ هنگفت استفاده خواهد شد. اگر قربانی پرداخت را انجام دهد، کلاهبردار با درخواست یک سری هزینه‌های بیشتر را خواهد کرد و یا به سادگی ناپدید می‌شود. این نوع کلاهبرداری به دلیل روش‌های مختلف و متنوعی که کلاهبرداران برای فریب قربانیان خود استفاده می‌کنند، بسیار مؤثر است. برخی از کلاهبرداران از طریق ایمیل، تلفن یا پیامک با قربانیان تماس می‌گیرند، در حالی که برخی دیگر از طریق وب سایت‌ها یا شبکه‌های اجتماعی با آنها ارتباط برقرار می‌کنند. کلاهبرداران به قربانیان خود قول می‌دهند که مبلغ زیادی پول به آنها بدهند در صورتی که مبلغی را به عنوان پیش پرداخت پرداخت کنند. آنها همچنین ممکن است ادعا کنند که قربانی برنده یک جایزه بزرگ شده‌است یا که می‌توانند به آنها کمک کنند تا از دارایی‌های خود محافظت کنند. اگر قربانی فریب کلاهبردار را بخورد و مبلغی را به عنوان پیش پرداخت پرداخت کند، کلاهبردار معمولاً یک بهانه ای برای درخواست پول بیشتر ارائه می‌دهد. به عنوان مثال، ممکن است ادعا کنند که برای انجام مراحل اداری یا پردازش پول به مبلغ بیشتری نیاز دارند. در نهایت، اگر قربانی به کلاهبردار بیشتر از آنچه لازم بوده‌است پول بدهد، کلاهبردار ناپدید می‌شود و قربانی هرگز پول خود را دریافت نخواهد کرد.

## در ایران
کلاهبرداری ۴۱۹ یا چنانچه در ایران می‌گویند «کلاهبرداری نیجریه‌ای»، شکلی از کلاهبرداری از طریق ایمیل است. در این روش از کلاه‌برداری، کلاهبردار با ارسال ایمیل به افراد قربانی و جعل عناوین مختلف از جمله تاجری ورشکسته، شاهزاده‌ای مخلوع یا وکیل خانواده‌ای که بزرگ آن خانواده فوت کرده یا برنده شدن در یک لاتاری (قرعه کشی و بخت آزمایی) سعی در فریب کاربران و اخاذی از آنان دارد. در مهرماه ۱۳۹۳، کمال هادیانفر، رئیس پلیس فتا، از کشف و بررسی ۷۱۸ پرونده کلاهبرداری به روش «نیجریه‌ای» در شش ماه اول سال خبر داد و گفت: ارزش ریالی کلاهبرداری‌ها به روش نیجریه‌ای در این شش ماه بیش از ۴۲ میلیارد تومان بوده‌است.